# 공주 갑사 사적비
공주 갑사 사적비(公州 甲寺 史蹟碑)는 충청남도 공주시 계룡면, 갑사에 있는 조선시대의 사적비이다. 1976년 1월 8일 충청남도의 유형문화재 제52호로 지정되었다.

## 개요
갑사의 창건과정과 역사를 적은 비로, 자연의 암반에 장방형의 비받침돌(碑座)을 마련하고 그 앞에는 연꽃무늬를 조각하였다. 비몸(碑身)은 대리석으로 되어 있으며 비신 위에는 사모지붕형식의 머리를 올리고 꼭대기에 보주(寶珠)를 얹었다. 비신에는 4면 모두 비문을 새겼는데, 조선 효종 10년(1659년)에 세웠으며, 비문은 여주목사(牧使) 이지천이 짓고 공주목사 이기징이 글씨를 썼다.

## 비문
비문 내용은 필설로 이루 다 말할 수 없을 만큼 현묘한데, 비문 짓기가 어려움을 표현한 글을 보면
선사(禪師)가 강력히 권하고 이상공의 뜻이 또한 얕지 않으니 어찌 감히 사양하겠는가, 다만 비문을 짓기가 어려운 것을 생각할 뿐이다. 진실로 조화(造化)[세상 이치 돌아가는 것]에 정통하고, 배운 것이 천인(天人)을 뚫고, 사림(詞林)에 근본하고 문원(文苑)이 우의(羽儀)하고 명성이 건필(健筆)하고, 금석풍류(金石風流)가 아니면 어찌 능히 산악(山岳)을 쪼을 수 있을 것이며 천하(天下)를 비출 것이며, 평범에서 빼어나 준례(準例)를 세울 수 있을 것이며, 깊은 촉망(囑望)을 얻을 수 있을 것인가!

하고 뛰어난 재능이 있지 아니하면 비문을 지어 많은 사람들에게 영향을 끼치기가 쉽지 아니함을 말하고 있다.

## 같이 보기
- 갑사

## 참고 자료
- 갑사사적비 - 국가유산청 국가유산포털